# إدمونتون
أدمونتون أو ادمنتون، (بالإنجليزية: Edmonton)، وتلفظ ادْمِنْتون، هي خامس أكبر مدينة كندية وعاصمة مقاطعة ألبرتا. لم تكتشف المنطقة التي تقع فيها المدينة من قبل الأوروبيين إلا في النصف الثاني من القرن الثامن عشر وقد سميت على اسم منطقة أدمونتون التي تقع في العاصمة البريطانية لندن. لم تصبح أدمونتون مدينة سوى سنة 1904 وقد كان عدد سكانها يبلغ وقتها 8,350 نسمة. أصبحت عاصمة لمقاطعة ألبرتا في 1 سبتمبر 1905. عرفت المدينة في السنوات الأخيرة ازدهارا كبيرا بفضل الطفرة النفطية التي شهدتها المقاطعة. بلغ عدد سكان بلديتها 836,372 سنة 2006.

## أصل التسمية
تم إنشاء المركز التجاري لشركة خليج هدسون في فورت إدمونتون (المعروف أيضًا باسم إدمونتون هاوس) كأول مستوطنة دائمة في منطقة ما يعرف الآن بإدمونتون (المعروف أيضًا باسم إدمونتون هاوس) على اسم إدمونتون، ميدلسكس، إنجلترا.

## المناخ
يظهر الجدول التالي التغييرات المناخية على مدار السنة لإدمونتون:
| البيانات المناخية لـإدمونتون                                                                   | البيانات المناخية لـإدمونتون | البيانات المناخية لـإدمونتون | البيانات المناخية لـإدمونتون | البيانات المناخية لـإدمونتون | البيانات المناخية لـإدمونتون | البيانات المناخية لـإدمونتون | البيانات المناخية لـإدمونتون | البيانات المناخية لـإدمونتون | البيانات المناخية لـإدمونتون | البيانات المناخية لـإدمونتون | البيانات المناخية لـإدمونتون | البيانات المناخية لـإدمونتون | البيانات المناخية لـإدمونتون |
| الشهر                                                                                          | يناير                        | فبراير                       | مارس                         | أبريل                        | مايو                         | يونيو                        | يوليو                        | أغسطس                        | سبتمبر                       | أكتوبر                       | نوفمبر                       | ديسمبر                       | المعدل السنوي                |
| ---------------------------------------------------------------------------------------------- | ---------------------------- | ---------------------------- | ---------------------------- | ---------------------------- | ---------------------------- | ---------------------------- | ---------------------------- | ---------------------------- | ---------------------------- | ---------------------------- | ---------------------------- | ---------------------------- | ---------------------------- |
| الدرجة القصوى قرينة الرطوبة                                                                    | 10.6                         | 13.8                         | 23.5                         | 29.2                         | 33.4                         | 35.9                         | 44.0                         | 39.6                         | 34.1                         | 28.3                         | 18.9                         | 16.0                         | 44.0                         |
| الدرجة القصوى °م (°ف)                                                                          | 13.9 (57.0)                  | 16.7 (62.1)                  | 23.9 (75.0)                  | 32.2 (90.0)                  | 34.4 (93.9)                  | 37.2 (99.0)                  | 36.7 (98.1)                  | 35.6 (96.1)                  | 33.9 (93.0)                  | 28.6 (83.5)                  | 23.3 (73.9)                  | 16.7 (62.1)                  | 37.2 (99.0)                  |
| متوسط درجة الحرارة الكبرى °م (°ف)                                                              | −6.0 (21.2)                  | −2.7 (27.1)                  | 2.2 (36.0)                   | 11.2 (52.2)                  | 17.5 (63.5)                  | 21.0 (69.8)                  | 23.1 (73.6)                  | 22.6 (72.7)                  | 17.1 (62.8)                  | 10.4 (50.7)                  | 0.0 (32.0)                   | −4.5 (23.9)                  | 9.3 (48.7)                   |
| المتوسط اليومي °م (°ف)                                                                         | −10.4 (13.3)                 | −7.6 (18.3)                  | −2.5 (27.5)                  | 5.4 (41.7)                   | 11.5 (52.7)                  | 15.5 (59.9)                  | 17.7 (63.9)                  | 16.9 (62.4)                  | 11.4 (52.5)                  | 5.1 (41.2)                   | −4.1 (24.6)                  | −8.8 (16.2)                  | 4.2 (39.6)                   |
| متوسط درجة الحرارة الصغرى °م (°ف)                                                              | −14.8 (5.4)                  | −12.5 (9.5)                  | −7.2 (19.0)                  | −0.5 (31.1)                  | 5.4 (41.7)                   | 9.9 (49.8)                   | 12.3 (54.1)                  | 11.3 (52.3)                  | 5.8 (42.4)                   | −0.2 (31.6)                  | −8.2 (17.2)                  | −13.1 (8.4)                  | −1.0 (30.2)                  |
| أدنى درجة حرارة °م (°ف)                                                                        | −49.4 (−56.9)                | −49.4 (−56.9)                | −40.0 (−40.0)                | −26.1 (−15.0)                | −12.2 (10.0)                 | −3.9 (25.0)                  | −1.7 (28.9)                  | −3.3 (26.1)                  | −11.7 (10.9)                 | −26.1 (−15.0)                | −42.2 (−44.0)                | −48.3 (−54.9)                | −49.4 (−56.9)                |
| أدنى درجة حرارة تبريد الرياح                                                                   | −52.8                        | −50.7                        | −44.6                        | −37.5                        | −14.5                        | 0.0                          | 0.0                          | −3.7                         | −13.3                        | −34.3                        | −50.2                        | −55.5                        | −55.5                        |
| الهطول مم (إنش)                                                                                | 21.7 (0.85)                  | 12.0 (0.47)                  | 15.8 (0.62)                  | 28.8 (1.13)                  | 46.1 (1.81)                  | 77.5 (3.05)                  | 93.8 (3.69)                  | 61.9 (2.44)                  | 43.5 (1.71)                  | 21.7 (0.85)                  | 18.0 (0.71)                  | 15.0 (0.59)                  | 455.7 (17.94)                |
| معدل هطول الأمطار مم (إنش)                                                                     | 1.3 (0.05)                   | 0.76 (0.03)                  | 1.7 (0.07)                   | 14.5 (0.57)                  | 40.7 (1.60)                  | 77.5 (3.05)                  | 93.8 (3.69)                  | 61.8 (2.43)                  | 42.4 (1.67)                  | 10.9 (0.43)                  | 1.6 (0.06)                   | 0.73 (0.03)                  | 347.8 (13.69)                |
| متوسط تساقط الثلوج سم (إنش)                                                                    | 24.5 (9.6)                   | 13.4 (5.3)                   | 17.4 (6.9)                   | 15.3 (6.0)                   | 4.9 (1.9)                    | 0.0 (0.0)                    | 0.0 (0.0)                    | 0.0 (0.0)                    | 1.0 (0.4)                    | 11.6 (4.6)                   | 19.1 (7.5)                   | 16.4 (6.5)                   | 123.5 (48.6)                 |
| متوسط أيام هطول الأمطار (≥ 0.2 mm)                                                             | 11.0                         | 7.9                          | 8.3                          | 8.8                          | 11.0                         | 14.2                         | 14.6                         | 11.1                         | 9.8                          | 8.0                          | 8.8                          | 9.4                          | 122.9                        |
| متوسط الأيام الممطرة (≥ 0.2 mm)                                                                | 1.1                          | 0.83                         | 1.4                          | 5.9                          | 10.5                         | 14.2                         | 14.6                         | 11.1                         | 9.6                          | 5.6                          | 1.5                          | 0.75                         | 77.3                         |
| متوسط الأيام المثلجة (≥ 0.2 cm)                                                                | 10.7                         | 7.7                          | 7.7                          | 4.2                          | 1.2                          | 0.0                          | 0.0                          | 0.0                          | 0.50                         | 3.2                          | 7.9                          | 9.3                          | 52.4                         |
| متوسط الرطوبة النسبية (%)                                                                      | 65.2                         | 61.2                         | 56.5                         | 42.9                         | 40.4                         | 48.2                         | 52.6                         | 51.4                         | 50.1                         | 50.5                         | 64.7                         | 65.4                         | 54.1                         |
| ساعات سطوع الشمس الشهرية                                                                       | 100.8                        | 121.7                        | 176.3                        | 244.2                        | 279.9                        | 285.9                        | 307.5                        | 282.3                        | 192.7                        | 170.8                        | 98.4                         | 84.5                         | 2٬344٫8                      |
| ساعات سطوع الشمس اليومية                                                                       | 3.3                          | 4.3                          | 5.7                          | 8.1                          | 9.0                          | 9.5                          | 9.9                          | 9.1                          | 6.4                          | 5.5                          | 3.3                          | 2.7                          | 6.4                          |
| نسبة وصول أشعة الشمس                                                                           | 40.2                         | 44.1                         | 48.1                         | 58.2                         | 56.8                         | 56.2                         | 60.2                         | 61.5                         | 50.4                         | 52.0                         | 37.8                         | 36.0                         | 50.1                         |
| متوسط مؤشر الأشعة فوق البنفسجية                                                                | 0                            | 1                            | 2                            | 4                            | 5                            | 6                            | 6                            | 5                            | 4                            | 2                            | 1                            | 0                            | 3                            |
| المصدر: Environment Canada, (July record high humidex), Extremes (1880−1943) and Weather Atlas |                              |                              |                              |                              |                              |                              |                              |                              |                              |                              |                              |                              |                              |

## الرياضة
يوجد في مدينة إدمونتون عدة أندية رياضية وأبرزها نادي ادمونتون وهو يلعب حاليًا في الدوري الكندي الممتاز.

## توأمة
لإدمونتون اتفاقيات توأمة مع كل من:
- هاربن (1985 - )
- ناشفيل (1990 - )
- وونجو (1998 - )
- بيرخن أوب زووم (2013 - )
- غاتينو (1967 - )

## أعلام
- جوردان بيترسون
- إيملي ميرفي
- كيه دي لانغ
- رالف كلاين
- مايكل جي فوكس
- مارشال ماكلوهان
- ناثان فيليون
- ريتشارد غافين ريد
- توني بيرن
- أليكسندر كاميرون روثرفورد